# 珸瑤瑁村
珸瑤瑁村（ごようまいむら）は、かつて北海道にあった村。

## 概要
北海道花咲郡を構成する村のひとつであった。1872年（明治5年）、珸瑤瑁諸島（現在の歯舞群島）を編入する。1915年（大正4年）、周辺6村と合併し歯舞村となる。地名は歯舞村大字珸瑤瑁村として存続した。1959年、歯舞村の根室市合併に伴い根室市大字珸瑤瑁村となる。1968年、根室市で大字制が廃止され、珸瑤瑁村の地名は消滅した。
旧珸瑤瑁村は、納沙布・珸瑤瑁一丁目 - 三丁目・豊里・温根元となった。

## 出身著名人
- 川島千代吉（公選初代北海道花咲郡歯舞村長）